# اوله‌سنی
اوله‌سنی روستایی در استان ریفت والی، کنیا می‌باشد.